# Венцеслав I (Бохемия)
Венцеслав I (на чешки: Václav I.), наричан Еднооки, е крал на Бохемия през 1230 – 1253 г.